# Heraldo del Yaqui (periódico mexicano)
Heraldo del Yaqui fue un diario vespertino independiente con sede en Ciudad Obregón, Sonora, fundado en 1929 y desaparecido en 1972. Fue el decano de la prensa de Cajeme, municipio erigido el 29 de noviembre de 1927.

## Historia
El periódico fue fundado como diario el 9 de junio de 1929 por el empresario de origen lituano Leo Rosenfeld y su esposa Virginia Gámez, quienes también establecieron la primera imprenta comercial del municipio de Cajeme, en el Edificio Esquer, ubicado en calle Sonora Sur 227, en el Centro de Ciudad Obregón.
Hacia 1930 la publicación se convirtió en semanario, debido a la mala administración del propietario, quien entonces decidió alquilarla al director, el periodista mazatleco Celso Nepomuceno Tirado Páez, quien al ponerse al frente reconquistó el favor de los lectores, y el hebdomadario se convirtió en bisemanario y luego en trisemanario (impreso tres veces a la semana). En 1931 Celso Tirado se asoció con el agricultor obregonense Manuel M. Escamilla para adquirir la publicación, y el socio capitalista Escamilla dio facilidades para que Heraldo del Yaqui se publicara diariamente otra vez.
En esa época se sucedieron tres jefes de Redacción: Alberto Macías, José Luis Pérez de la Rosa, y Bernardo Torres. El segundo renunció al diario en 1932 para fundar un periódico que denominó El Demócrata, pero regresó al Heraldo en 1938.
En noviembre de 1935 Celso Tirado le vendió el diario al entonces gobernador de Sonora, ingeniero Ramón Ramos Almada, quien fue defenestrado –vía el Senado de la República– por el entonces presidente de México, Lázaro Cárdenas, el 16 de diciembre de 1935. Ramos envió a Cajeme para dirigir el diario, al periodista y poeta hermosillense Ignacio Pesqueira.
En 1937, María Anduro, viuda del recién asesinado presidente electo de Cajeme José Moreno Almada –por el comandante de la Policía, Enrique T. Ceceña, el 3 de septiembre de 1937–, cerró un trato que ya había iniciado su esposo, y compró el diario Heraldo. María Anduro era hermana de la esposa del entonces gobernador de Sonora, Román Yocupicio Valenzuela, Patrocinia Anduro. Al cambiar de manos el diario, el periodista Ignacio Pesqueira regresó a su natal Hermosillo. María Anduro designó director a Luis Richardi, un joven agricultor.
Unos meses después, el diario fue adquirido por el cuñado de la entonces dueña, el gobernador sonorense Román Yocupicio, quien puso al frente de la dirección editorial a Jorge Orozco y Girón, quien redactaba su columna diaria "Glosas Ingenuas", del gusto de los círculos sociales más selectos de la ciudad, y como administrador, a Guillermo Villafaña Novelo.
En esa época la sede del diario cambió a Nicolás Bravo 833 esquina con Sinaloa, también en el Centro de Ciudad Obregón. En 1939 adquirió el periódico el agricultor Espiridión Castelo, quien a fines de 1940 se vio obligado a vendérselo al entonces gobernador sonorense, Anselmo Macías Valenzuela, quien puso como director a Manuel J. Zavala, originario de El Fuerte, Sinaloa. Al poco tiempo de empezar a dirigir Heraldo del Yaqui, Zavala le compró el diario a Macías, en 1941. En esta etapa la publicación conoció sus mejores días. Manuel J. Zavala conservó como jefe de Redacción a José Luis Pérez de la Rosa.
Manuel J. Zavala murió en 1955, y se hizo cargo de la empresa su esposa y albacea, Rosenda Rodríguez viuda de Zavala, quien designó director al periodista sinaloense Liborio Giles, a quien sucedió poco después el coahuilense Bartolomé Delgado de León, quien renunció en 1969 para fundar su propio periódico, Claridades, de corta vida. En la última etapa del diario –1969-1972–, la albacea de los sucesores de Manuel J. Zavala, Rosenda Rodríguez, no nombró un director, sino que dejó al frente del cotidiano a Juan Eduardo León, quien había venido manejando la gerencia. La publicación cerró en forma definitiva en 1972. En 1979, la viuda de Zavala vendió el nombre del diario y por fin pudo liquidar a los empleados.

## Línea editorial
La línea editorial del vespertino Heraldo del Yaqui en sus 43 años de vida, casi siempre sucumbió a los vaivenes de la política sonorense, bajo las circunstancias de que la inserción de anuncios procedentes de la administración pública inyectaba fuertes sumas de dinero para la cobertura de los gastos propios de un periódico –nómina, papel, tinta, energía eléctrica, administración, etcétera–, además de que por años el diario fue propiedad de políticos y gobernantes; excepto en los años de 1955 a 1959, cuando la plana editorial encabezada por el director Bartolomé Delgado de León se puso del lado del Partido Democrático de Cajeme (PDC), opositor del Partido Revolucionario Institucional (PRI), partido este último que cometió fraude electoral en los comicios municipales del domingo 6 de julio de 1958, por lo que fueron anulados.